# تپه گورستان خول لار
تپه قبرستان خول لار مربوط به هزاره اول است و در شهرستان بوئین‌زهرا، بخش آوج، روستای شهید آباد واقع شده و این اثر در تاریخ ۲۵ خرداد ۱۳۸۱ با شمارهٔ ثبت ۵۷۹۵ به‌عنوان یکی از آثار ملی ایران به ثبت رسیده است.